# Torneo de las Cinco Naciones 1922
El Torneo de las Cinco Naciones de 1922 (Five Nations Championship 1922) fue la 35° edición del principal Torneo de rugby del Hemisferio Norte.
El campeón del torneo fue la selección de Gales.

## Clasificación
| Lugar | Selección  | Partidos | Partidos | Partidos  | Partidos | Puntos  | Puntos    | Puntos | Tabla de puntos |
| Lugar | Selección  | Jugados  | Ganados  | Empatados | Perdidos | A favor | En contra | dif.   | Tabla de puntos |
| ----- | ---------- | -------- | -------- | --------- | -------- | ------- | --------- | ------ | --------------- |
| 1     | Gales      | 4        | 3        | 1         | 0        | 59      | 23        | +36    | 7               |
| 2     | Inglaterra | 4        | 2        | 1         | 1        | 40      | 47        | -7     | 5               |
| 3     | Escocia    | 4        | 1        | 2         | 1        | 23      | 26        | -3     | 4               |
| 4     | Irlanda    | 4        | 1        | 0         | 3        | 19      | 32        | -13    | 2               |
| 5     | Francia    | 4        | 0        | 2         | 2        | 20      | 33        | -13    | 2               |

## Resultados
| 2 de enero | Francia | 3 - 3 | Escocia | París, |  |

| 21 de enero | Gales | 28 - 6 | Inglaterra | Cardiff, |  |

| 4 de febrero | Escocia | 9 - 9 | Gales | Edimburgo, |  |

| 11 de febrero | Irlanda | 3 - 12 | Inglaterra | Dublín, |  |

| 25 de febrero | Escocia | 6 - 3 | Irlanda | Edimburgo, |  |

| 25 de febrero | Inglaterra | 11 - 11 | Francia | Londres, |  |

| 11 de marzo | Gales | 11 - 5 | Irlanda | Swansea, |  |

| 18 de marzo | Inglaterra | 11 - 5 | Escocia | Londres, |  |

| 23 de marzo | Francia | 3 - 22 | Gales | París, |  |

| 8 de abril | Irlanda | 8 - 3 | Gales | Dublín, |  |

## Premios especiales
- Copa Calcuta:  Inglaterra